# Cantonul Seyssel (Ain)
Cantonul Seyssel (Ain) este un canton din arondismentul Belley, departamentul Ain, regiunea Rhône-Alpes, Franța.

## Comune
| Comune    | Populație (1999) | Cod poștal | Cod INSEE |
| --------- | ---------------- | ---------- | --------- |
| Anglefort | 769              | 01350      | 01010     |
| Chanay    | 573              | 01420      | 01082     |
| Corbonod  | 898              | 01420      | 01118     |
| Culoz     | 2 622            | 01350      | 01138     |
| Seyssel   | 801              | 01420      | 01407     |